# Phaibulamon stilipes
Phaibulamon stilipes is een krabbensoort uit de familie van de Potamidae. De wetenschappelijke naam van de soort is voor het eerst geldig gepubliceerd in 1992 door Ng.